# Milford (Comtat de Kosciusko)
Milford és una població del comtat de Kosciusko (Indiana, Estats Units d'Amèrica). Segons el cens del 2000 Milford tenia 1.550 habitants, 590 habitatges, i 402 famílies. La densitat de població era de 554,1 habitants/km².